# Região Geográfica Imediata de Porto Velho

Localização da Região Imediata de Porto Velho em Rondônia.

A Região Geográfica Imediata de Porto Velho é uma das 6 regiões imediatas do estado brasileiro de Rondônia, uma das 3 regiões imediatas que compõem a Região Geográfica Intermediária de Porto Velho e uma das 509 regiões imediatas no Brasil, criadas pelo IBGE em 2017. É composta de 5 municípios.

## Municípios
A Região Imediata de Rio Branco é composta por 7 municípios:
| Região imediata | Municípios                                                               | População Estimativa 2018 | Área (km²) |
| --------------- | ------------------------------------------------------------------------ | ------------------------- | ---------- |
| Porto Velho     | Candeias do Jamari Guajará-Mirim Itapuã do Oeste Nova Mamoré Porto Velho | 631 326                   | 79 943,777 |